# Solenophora maculata
Solenophora maculata är en tvåhjärtbladig växtart som beskrevs av D.N. Gibson. Solenophora maculata ingår i släktet Solenophora och familjen Gesneriaceae. Inga underarter finns listade i Catalogue of Life.